# The Sports Network
The Sports Network (TSN) är en kanadensisk engelskspråkig kanal som ägs av CTV Specialty Television Inc., ett samriskföretag mellan Bell Media (80%) och ESPN Inc. (20%). Kanalen är Kanadas äldsta och högst rankade engelskspråkiga sport-tv-kanal. TSN hade premiär 1984, som en del av den första gruppen av kanadensiska kabelkanaler med speciella ämnesinriktningar.
Den 2 april 1984 licenserade Canadian Radio-television and Telecommunications Commission (CRTC) kanalen som "Canada Sports Network" och lanserades av Labatt Brewing Company den 1 september samma år som The Sports Network, eller TSN. TSN bildades delvis för att marknadsföra Labatts produkter, men också för att fungera som en plattform för baseballaget Toronto Blue Jays (som då också ägdes av Labatt). År 1989 lanserade TSN även en fransktalande del, Réseau des sports (RDS).
På grund av CRTC:s bestämmelser om utländskt ägande av medieföretag blev Labatt tvungna att sälja TSN och RDS efter dess förvärv av Interbrew år 1995. Labatts broadcasting-tillgångar såldes till ett privatägt konsortium vid namn Netstar Communications, investerare som inkluderade ett antal kanadensiska företag samt ESPN Inc. The Sports Network lanserade sin webbplats den 1 oktober 1995.